# Robert Gordon Wasson
Pour les articles homonymes, voir Wasson.
Robert Gordon Wasson (22 septembre 1898 - 23 décembre 1986) est un banquier par ailleurs chercheur amateur et auteur. Ses recherches indépendantes sont une contribution significative pour l'ethnobotanique, l'ethnomycologie, la botanique et l'anthropologie.
Ses premières études datent de son voyage de noces en 1927 dans les montagnes Catskill avec son épouse Valentina Pavlovna Guercken (1901–1958), pédiatre. Surpris par la différence des attitudes culturelles envers le champignon en Russie et aux États-Unis, le couple commence ses recherches et  effectue des expéditions au Mexique afin d'étudier l'utilisation religieuse des champignons. Ils deviennent ainsi en 1955 les premiers Occidentaux à avoir participé au rituel mazatèque du champignon sacré.
Ils publient Mushrooms, Russia and History en 1957 et un article dans le magazine Life, intitulé Seeking the Magic Mushroom, amenant pour la première fois ce sujet devant une large audience.
Grâce à leur collaboration avec Roger Heim, les échantillons collectés par les Wasson sont cultivés et soumis à une étude scientifique ce qui permet à Albert Hofmann d'identifier la structure chimique de la psilocybine et de la psilocine. Deux espèces de psilocybes sont nommées en leur honneur Psilocybe wassonii Heim et Psilocybe wassonorum Guzman. Wasson et Hofmann sont aussi les premiers Occidentaux à collecter des spécimens de Salvia divinorum et à en introduire la culture au-delà de Mexico.
En 1967, il publie Soma: Divine Mushroom of Immortality qui traite du lien possible entre l'amanite tue-mouches (Amanita muscaria) et la boisson rituelle des Aryens, célébrée dans le Rig-Veda.
Il a beaucoup travaillé sur les origines de la religion et a largement travaillé sur le caractère enthéogène des psychotropes.